# Psihonautică

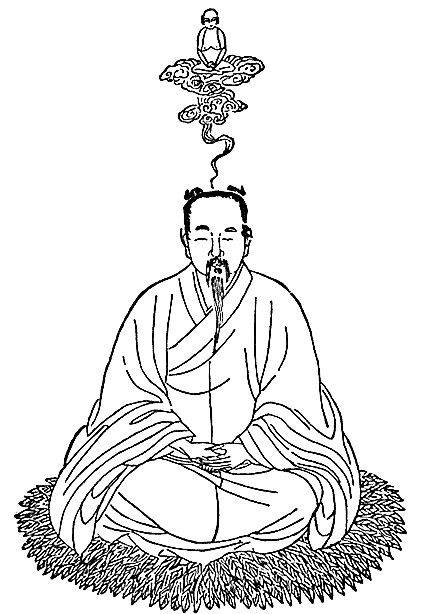
Ilustrație din Secretul florii de aur, o carte chineză de alchimie și meditație.

Psihonautica (din greaca veche ψυχή psychē „minte, suflet” și naútēs „navigator”) desemnează ansamblul metodelor și teoriilor utilizate pentru explorarea empirică și sistematică a stărilor alterate de conștiință, în special prin auto-observare și introspecție controlată. Aceste stări pot fi induse prin tehnici psihologice, precum meditație, deprivarea senzorială sau prin administrarea drogurilor psihoactive, în scopul documentării efectelor cognitive, afective și perceptive.
Termenul a fost aplicat într-o varietate de contexte pentru a desemna activități prin care stările alterate de conștiință sunt induse și explorate în scopul înțelegerii funcționării interne a minții și a experienței subiective. De-a lungul timpului, astfel de explorări au inclus atât practici tradiționale, de natură spirituală sau culturală, cum ar fi diverse forme de meditație, inclusiv cele din tradițiile budiste, yoga sau ritualuri șamanice, dar și metode mai recente și mai larg utilizate, precum deprivarea senzorială sau utilizarea controlată a drogurilor psihoactive în contexte experimentale sau terapeutice. În unele cazuri, auto-investigația realizată în grupuri poate stimula dezvoltarea unor tratamente inovative alternative. Persoanele care recurg la astfel de practici pentru a studia și cartografia stări neobișnuite ale conștiinței sunt numite psihonauți.

## Etimologie și clasificare
Termenul psihonautică provine din cuvântul englez psychonautics care este derivat din psychonaut, un termen care desemnează o persoană care explorează conștiința prin practici interioare sau substanțe psihoactive. Cuvântul psychonaut a început să apară în lucrările din America de Nord la sfârșitul anilor 1950. Prima utilizare care reflectă sensul actual al termenului apare în ediția din 1965 a revistei Group Psychotherapy, iar în 1968, revista Beyond Baroque îl numește pe Timothy Leary „psihonaut”.
Psihonautica este uneori corelată cu trăsătura de căutare de senzații, definită ca o înclinație spre experiențe neobișnuite sau stimulante, sugerând că explorarea conștientă a stărilor modificate poate reflecta o predispoziție individuală pentru stări de conștiință intense, novatoare sau neconvenționale.
Există și enciclopedii online dedicate, precum PsychonautWiki și Erowid, unde psihonauții pot găsi informații detaliate despre substanțe psihoactive: de la descrieri generale și mecanisme de acțiune, până la date toxicologice, recomandări de administrare și ghiduri de dozaj. Pe ambele platforme, utilizatorii își pot publica propriile experiențe și pot citi relatările altora, contribuind astfel la o înțelegere colectivă mai profundă a efectelor.

### Definiție și utilizare
Psihiatrul clinician Jan Dirk Blom descrie psihonautica ca fiind „explorarea psihicului prin tehnici precum visul lucid, antrenamentul undelor cerebrale, privarea senzorială și utilizarea halucinogenelor sau enteogenilor”. El definește un psihonaut ca fiind o persoană care „își investighează mintea, folosindu-se de intenții induse și de stări științifice sau spirituale în scopuri de cercetare”.
De asemenea, psihologul Dr. Elliot Cohen⁠(d) de la Universitatea Leeds Beckett și Institutul de Psihosomanautică din Marea Britanie definește psihonautica ca fiind „metodele de studiere și explorare a conștiinței (inclusiv a inconștientului) și a stărilor modificate ale conștiinței”, asociind acest domeniu cu ideea că „a studia conștiința înseamnă a o transforma”. Cohen leagă psihonautica de o tradiție vastă în diferite culturi istorice . Universitatea Leeds Beckett oferă un modul dedicat psihonauticii, fiind posibil să fie singura instituție din Marea Britanie care face acest lucru.
Scriitorul american Robert Thurman⁠(d), cunoscut pentru studiile sale în domeniul budismului tibetan, consideră că maeștrii tibetani ar putea fi considerați psihonauți, deoarece „călătoresc dincolo de granițele morții în tărâmul intermediar”.

### Categorizare
Scopurile și metodele psihonauticii, atunci când implică substanțe care modifică starea, sunt în mod obișnuit distinse de consumul de droguri recreaționale în literatura de specialitate. Psihonautica nu necesită neapărat utilizarea de substanțe și poate fi aplicată într-un context de auto-explorare rațională sau, în unele cazuri, într-un cadru spiritual, având o tradiție bine definită. Cohen consideră psihonautica ca fiind mai apropiată de abordările raționale și integrative din domeniul psihologiei și al studiului conștiinței.
Cu toate acestea, există o suprapunere considerabilă cu consumul modern de droguri și, datorită asocierii sale strânse cu psihedelicele și alte substanțe, este studiat și în contextul abuzului de droguri, din perspectiva dependenței, a pieței de droguri și a psihologiei comportamentale, precum și în cercetările toxicologice asupra substanțelor existente și emergente.

## Metode de explorare a minții

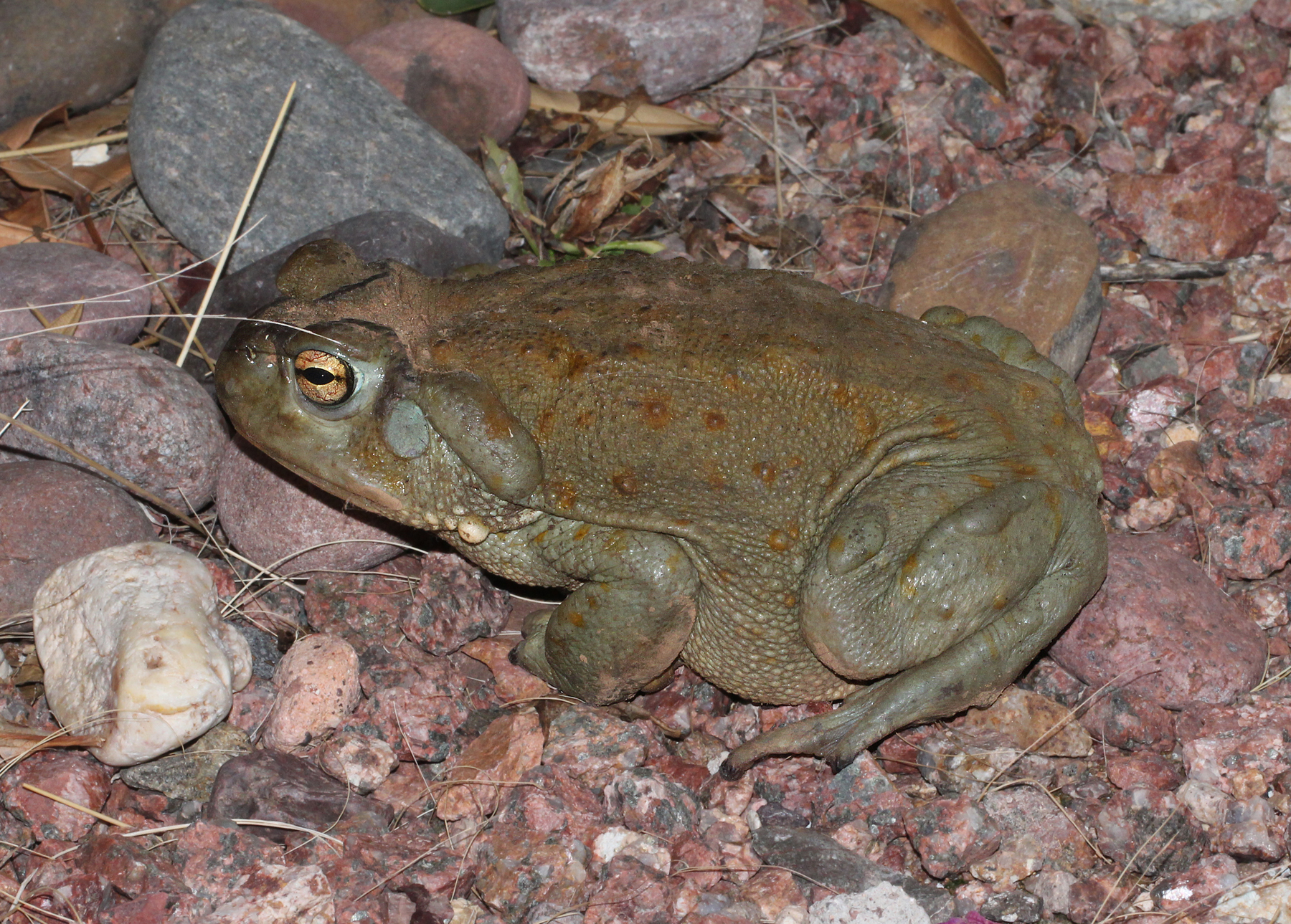
Bufo alvarius este o specie de broască ale cărei secreții conțin, un compus psihedelic de 4-10 ori mai potent decât DMT. Acesta este utilizat în principal pentru explorarea profundă a conștiinței și auto-descoperire, neprovocând halucinații vizuale, spre deosebire de DMT. În prezent, este adesea sintetizat în laborator.

- Psihedelice:[1] Substanțele psihedelice sunt cele care provoacă modificări semnificative în percepția realității, adesea prin stimularea unor receptori din creier care influențează conștiința și percepțiile. Exemplele cele mai cunoscute includ LSD, psilocibina din ciupercile Psilocybe, mescalina din cactusul Peyote și DMT. Aceste substanțe sunt folosite de obicei pentru a induce viziuni, percepții schimbate ale timpului și spațiului, precum și pentru introspecție profundă.
- Ayahuasca: Este un amestec de plante care conține DMT și harmină, utilizat tradițional în riturile șamanice din Amazonia. Ingredientul principal, DMT, provoacă experiențe vizuale și transcedentale, iar harmina, care face parte din amestecul de plante, este un inhibitor al MAO care permite ca DMT să fie activat pe cale orală. Este un psihedelic puternic, cunoscut pentru inducerea unor viziuni intense și pentru efectele sale asupra percepției spirituale. În timpul ceremoniei de ayahuasca, șamanul poate cânta icaros, cântece sacre care, în tradiția șamanică, ajută la ghidarea participanților prin experiența alterată. Deși șamanul joacă un rol important în tradițiile acestei practici, utilizarea ayahuasca poate fi explorată și într-un context mai larg, fără nevoia de un ghid spiritual specific.
- Disociative: Substanțele disociative, cum ar fi ketamina și dextrometorfanul (DXM), sunt cunoscute pentru efectele lor de deconectare a minții de corp, provocând stări de disociere. Aceste substanțe pot induce experiențe de extracorporalitate și o rupere a percepției de realitate, fiind folosite tot mai des și în scopuri terapeutice pentru tratarea depresiei și altor afecțiuni mentale.
- Delirante: Substanțele delirante, cum ar fi Salvia divinorum, induc halucinații intense și o confuzie profundă a realității. Aceste substanțe provoacă stări de delir, caracterizate prin distorsiuni semnificative ale percepției și o dezorientare puternică. Spre deosebire de psihedelice, efectele delirante sunt adesea mai greu de controlat, pot fi mult mai intense și pot duce la experiențe de neînțeles chiar și în timpul efectelor, făcând procesul de integrare mai dificil. Experiențele cu aceste substanțe pot fi copleșitoare și greu de procesat, chiar și după consum.
- Privarea senzorială: Această tehnică implică reducerea stimulilor externi, fie prin băi de plutire (Float tank), fie prin alte metode de izolare senzorială. Prin eliminarea stimulilor externi (lumină, sunet, mișcare), individul este condus într-o stare de conștiință alterată, unde gândurile și percepțiile interioare devin mai pregnante și mai clare. Aceasta poate duce la o introspecție profundă și la o experiență intensificată a propriei conștiințe.
- Respirație holotropică: Este o tehnică de respirație rapidă și controlată, dezvoltată de Stanislav Grof⁠(d), este folosită pentru a induce o stare alterată de conștiință. Practicată în sesiuni ghidate, respirația holotropică ajută participanții să acceseze zone adânci ale psihicului lor, facilitând integrarea traumelor sau explorarea altor aspecte ale minții.
- Meditația:[1] Este o practică antică, folosită pentru a atinge stări de conștiință alterată sau extinsă și pentru a cultiva o atenție și concentrare intensă. Fie că este vorba de „śūnyatā” (meditația în vid), „mindfulness”, „transcendentală” sau alte forme, scopul principal este de a ajunge la o stare de calm mental și claritate. Aceste practici pot duce la o experiență modificată a realității și la o înțelegere mai profundă a sinelui.
- Hipnoza:[1] Este o metodă care presupune adesea inducerea unei stări de relaxare profundă, în care individul devine mai receptiv la sugestii. Această tehnică este folosită pentru a explora subconștientul și pentru a adresa diverse probleme psihologice. Este aplicată adesea în scopuri terapeutice, dar poate fi folosită și pentru a induce stări alterate ale conștiinței.
- Biofeedback și stimulare neuronală: Sunt tehnici utilizate pentru a modifica activitatea creierului prin monitorizarea și manipularea unor parametri fiziologici, precum ritmul cardiac sau undele cerebrale. Stimularea transcraniană și bătăile binaurale sunt exemple de metode care pot induce stări de relaxare sau concentrare. Aceste tehnici sunt folosite pentru a antrena creierul să obțină un anumit tip de activitate, ce poate conduce la stări de conștiință modificate.

Aceste practici pot fi utilizate împreună, așa cum au fost dintotdeauna, inclusiv în șamanism, care combinând ritualuri, posturi și substanțe halucinogene pentru a induce experiențe extatice sau stări de conștiință alterată.
Beneficiile acestor substanțe și practici sunt bine documentate și pot fi semnificative, însă este important ca utilizarea lor să fie atent reglată în ceea ce privește doza și mediul, pentru a minimiza riscurile psihologice asociate unui consum sau unei practici necontrolate.